# هادی علیزاده
هادی علیزاده پورنیا (زادهٔ ۱۳ اسفند ۱۳۶۸) کشتی‌گیر فرنگی‌کار ایرانی است. از افتخارات وی می‌توان به قهرمانی همراه با تیم ملی کشتی فرنگی ایران در جام جهانی کشتی ۲۰۱۲ سارانسک، ۲۰۱۴ تهران و نایب قهرمانی در ۲۰۱۳ تهران و همینطور کسب مدال طلا و نقرهٔ مسابقات قهرمانی کشتی آسیا، ۲۰۱۲ گومی و ۲۰۱۳ دهلی نو اشاره کرد.

## یونیورسیاد ۲۰۱۳
هادی علیزاده در بازیهای یونیورسیاد پس از استراحت در دور اول، موفق شده بود در دور دوم جردن اسپیلر از آمریکا را ۵ بر ۱ شکست دهد و در مرحله یک چهارم نهایی مقابل دمیترو پیشکو از اوکراین با نتیجه ۲ بر صفر به پیروزی رسیده بود. او در نیمه نهایی با پیروزی بر آرکادیوژ کولینیژ از لهستان با نتیجه ۷ بر صفر، به فینال راه یافت. علیزاده در فینال وزن ۷۴ کیلوگرم با نتیجه ۳ بر صفر به رومن ولاسوف روس، قهرمان المپیک لندن باخت و به پنجمین مدال نقره کاروان ایران دست یافت.

## مسابقات قهرمانی کشتی جهان ۲۰۱۳
هادی علیزاده پورنیا بعد از استراحت در دور نخست در دور دوم با نتیجه۴ بر صفر مغلوب مارک مادسن، نفر پنجم المپیک لندن و دارنده مدال نقره ۲۰۰۹ جهان از دانمارک شد و با توجه به شکست این کشتی گیر در نیمه نهایی، علیزاده از دور رقابت ها کنار رفت.

## مسابقات قهرمانی کشتی جهان ۲۰۱۴
هادی علیزاده پورنیا پس از استراحت در دور نخست در دور دوم با نتیجه ۴ بر صفر مقابل نوربیک خاشیمبکوف از ازبکستان به پیروزی رسید و راهی دور بعد شد، اما در این مرحله با نتیجه ۸ بر ۳ مغلوب نون زوگاچ، دارنده مدال برنز ۲۰۱۱ جهان از کرواسی شد و از حضور در یک‌چهارم نهایی بازماند که با توجه به حضور حریفش در فینال باشد راهی گروه شانس مجدد شد تا برای کسب مدال برنز مبارزه کند. علیزاده در نخستین دیدارش در این مرحله با نتیجه ۶ بر ۲ مغلوب ولی-کری سومینن از فنلاند شد تا شانس کسب مدال برنز را هم از دست بدهد.